# 肉体的援助
肉体的援助（にくたいてきえんじょ）とは、野球における反則行為の一つである。走者が走塁を行っているときにベースコーチの援助を受ける行為を指す。

## 概要
ベースコーチの肉体的援助は、公認野球規則6.01(a)(8)で定められているルールである。「三塁または一塁のベースコーチが、走者に触れるか、または支えるかして、走者の三塁または一塁への帰塁、あるいはそれらの離塁を、肉体的に援助したと審判員が認めた場合」、審判員は援助を受けた走者にインターフェア（守備妨害）を宣告し、その走者をアウトにしてボールデッドにする。
したがって、例えば二塁走者が三塁へスライディングしたときにオーバースライドしそうになったのを三塁ベースコーチが支えたとか、本塁へのタッグアップに際して三塁ベースコーチが背中をたたくなどして離塁を促した場合などは、明らかに肉体的に走塁を援助したものであるから、その走者にアウトが宣告される。
元プロ野球審判員の坂井遼太郎によると、2015年頃に日本野球機構（NPB）の審判部内で名称の変更も検討されたが、適当な改名案が見つからなかったことから、2025年時点でもこの名称が使われ続けているという。

### 本塁打後に打者がベースコーチ等と接触する行為
フェンスを越える本塁打を打った打者がベースコーチとハイタッチをする行為は、日本プロ野球などでしばしば見られる。これについては、打球がフェンスを越えた時点でボールデッドになっているため、離塁や帰塁を援助するものではなく、6.01(a)(8)で規定する行為に該当しない。
なお、日本のアマチュア野球ではこれを禁じている地域・大会や、実際にハイタッチ行為を行ったら、その打者は「肉体的援助を受けた」としてアウトにするというローカルルールの制定や申し合わせが行われていることがある。
また、打者や走者が、走塁中にベースコーチ以外の攻撃側メンバー（たとえばプレイヤーズベンチから出てきた選手など）やその他の人と接触することについては、公認野球規則に記述がない。これは、規則上、競技中に選手や審判員、ベースコーチ以外の人物がグラウンドに出ること自体が認められていないからである。

## 適用された事例

### 三塁ベースコーチとハイタッチ
- 1985年7月16日の全国高等学校野球選手権大会西東京大会2回戦、東京都立南野高等学校対東京都立永山高等学校戦で、2回、南野高校の打者が左翼フェンスを越える本塁打を打ち、三塁を蹴った直後三塁ベースコーチとハイタッチをした。この行為に対して三塁塁審はアウトを宣告した。南野高校からは抗議はなく、記録は三塁打となった。この後南野高校は勝利した。
  - このとき三塁塁審が宣告したアウトの理由は「はしゃぎ過ぎで、高校野球において見苦しい」と判断した、というものであったが、高校野球連盟では後日この判定に関する疑問の声が上がった。

### 三塁ベースコーチが帰塁を援助
- 2007年8月28日、読売ジャイアンツ（巨人）対東京ヤクルトスワローズ戦（札幌ドーム） - 3回裏巨人の攻撃、二死一・二塁の場面。打者の矢野謙次は左翼へ二塁打を打った。二塁走者のデーモン・ホリンズは本塁に生還した。続けて一塁走者の谷佳知も三塁を回って本塁を狙おうとした。すると谷を制止しようとして、三塁ベースコーチの伊原春樹が制止のジェスチャーをしながらコーチスボックスを出て、三塁本塁間で谷と接触した。伊原の行為は谷を三塁に帰塁させるための肉体的援助にあたるとして、谷にアウトが宣告された。ただし、ホリンズはこのアウトの前に本塁に達しているので、その得点は認められた[4]。
- 2008年4月26日、横浜ベイスターズ対広島東洋カープ戦（横浜スタジアム） - 7回表広島の攻撃、無死満塁で、打者のスコット・シーボルは右翼へ長打性の打球を打った。しかし二塁走者の栗原健太はスタートが遅れ、一塁走者も二塁から進めなくなってしまった。すでに一塁を回っていた打者走者のシーボルも一・二塁間で進めなくなり、外野からの返球で挟まれ、アウトになった。これを見ていた三塁ベースコーチの高信二は、三塁を回って本塁を狙おうとした栗原を制止しようとして栗原と接触してしまった。高の行為は栗原を三塁に帰塁させるための肉体的援助にあたるとして、栗原にもアウトが宣告され、二死二塁から試合は再開された[5]。
- 2008年9月15日、中日ドラゴンズ対阪神タイガース戦（ナゴヤドーム） - 5回裏中日の攻撃、無死二塁の場面。打者のトマス・デラロサは中堅手前に安打を打った。二塁走者の李炳圭が三塁を回ったところで、三塁ベースコーチの笘篠誠治は李を制止した。この際に阪神タイガースからのアピールを受け、審判団は笘篠が李に触れたために帰塁のための肉体的援助に該当するとして李にアウトを宣告、一死一塁から試合は再開された[6]。
- 2012年8月17日、オリックス・バファローズ対福岡ソフトバンクホークス戦（京セラドーム大阪） - 6回表ソフトバンクの攻撃、二死一・二塁の場面。打者の本多雄一が左翼に安打を打ち、二塁走者の柳田悠岐は本塁を窺うが、打球が浅かったため走ってくる柳田を三塁ベースコーチの井出竜也が静止しようとして三本間に飛び出してしまい、その際に井出と柳田が接触してしまった。その後すぐ柳田は三塁に戻ったが、井出のこの行為は肉体的援助と判断され、柳田にアウトが宣告された[7]。
- 2015年4月30日、読売ジャイアンツ（巨人）対中日ドラゴンズ戦（東京ドーム） - 7回裏巨人の攻撃、無死二・三塁の場面。打者の實松一成が三塁ゴロを打った。打球を処理した中日の三塁手高橋周平は本塁へ悪送球し、ボールがファウル地域へ転がった。三塁走者の村田修一は得点、二塁走者の長野久義も三塁を回って一気に本塁へ走ろうとした。この際に、長野が三塁ベースコーチの勝呂壽統と接触した。この際の勝呂の行為が肉体的援助と判断され、長野にアウトが宣告された[8]。
- 2017年5月19日、埼玉西武ライオンズ対福岡ソフトバンクホークス戦（メットライフドーム） - 4回表ソフトバンクの攻撃、二死二塁の場面。打者の中村晃が右翼へ安打し、二塁走者のアルフレド・デスパイネは三塁を蹴って一気に本塁に向かおうとした。三塁ベースコーチの村松有人はストップの指示を出し、走ってくるデスパイネを避けようとしたが、2人は三塁線上で接触した。村松の行為が肉体的援助と判断され、デスパイネにアウトが宣告された[9]。
- 2022年3月25日、第94回選抜高等学校野球大会2回戦・木更津総合高校対金光大阪高校戦（阪神甲子園球場） - 8回表木更津総合高校の攻撃、無死一・二塁の場面。打者の空康輔が左前に安打を打った際、二塁走者の大久保達希が三塁を回り本塁に向かおうとして転倒した。このため三塁ベースコーチが大久保に三塁に戻るように促したが、その際に大久保の体に触れたことで肉体的援助と判断され、大久保がアウトとなった[10]。
- 2025年6月29日、千葉ロッテマリーンズ対福岡ソフトバンクホークス戦（ZOZOマリンスタジアム） - 7回裏ロッテの攻撃、無死一・二塁の場面で、打者のネフタリ・ソトが右中間へ安打。二塁走者の西川史礁が得点し、一塁走者のグレゴリー・ポランコも三塁を蹴って本塁へ向かおうとしたが、ストップの指示を出した大塚明三塁ベースコーチと三塁線外側で接触。これが肉体的援助と判断され、ポランコにアウトが宣告された[11][12]。

## 走者とベースコーチが接触しながら適用されなかった事例

### 本塁打の後に走者がベンチ選手と接触
2018年10月21日、秋季関東地区高等学校野球大会の常総学院高校（茨城県）対桐蔭学園高校（神奈川県）戦で、9回裏、桐蔭学園高校の攻撃。3-5で桐蔭学園高校が2点負けている二死満塁の状況で、打者の森敬斗が中堅越えの本塁打を打った。
喜びのあまり、桐蔭学園高校の選手はプレイヤーズベンチから本塁付近へ飛び出し、一塁走者が三塁を回って本塁を踏む直前、ベンチから飛び出してきた控え選手の一人が、三塁線上で同走者と抱き合う形で接触した。直後に控え選手は離れ、一塁走者と打者走者の森が相次いで本塁を踏んで7-5とし、満塁本塁打による逆転サヨナラ勝利が確定した。
ここで常総学院高校の選手は、「走者と控え選手の接触行為が肉体的援助にあたり、一塁走者がアウトとなって、桐蔭学園高校の勝利は確定しないのではないか」と審判員に主張した。審判団は協議を行い、その後、球審の辰巳忍が「身体的援助にあたりませんので試合終了といたします」と場内放送で説明して、桐蔭学園高校の勝利が認められた。
翌日、関東地区高校野球連盟は、「オーバーフェンスのホームラン（ボールデッド）なので、肉体的な援助には当たらないと審判は判断し、球審が場内アナウンスを行った上でゲームセットとした。大会本部から、桐蔭学園に対して試合後、注意をした」との見解を示した。